# آرنو برتو
آرنو برتو (انگلیسی: Arnaud Bertheux؛ زادهٔ ۲۷ ژانویهٔ ۱۹۷۷) بازیکن فوتبال اهل فرانسه است.